# Agrypon validum
Agrypon validum là một loài tò vò trong họ Ichneumonidae.